# Suzie Pierrepont
Pour les articles homonymes, voir Pierrepont.
Suzie Pierrepont, née le 3 juin 1985 à Stoke-on-Trent, est une joueuse professionnelle de squash représentant l'Angleterre. Elle atteint en août 2009 la 25e place mondiale, son meilleur classement.

## Biographie
Elle est Championnats d'Europe junior en 2003.
Elle joue sa dernière saison complète en 2009, mais de 2010 à 2012 elle participe à quelques tournois aux États-Unis.
De 2009 à 2013, elle est membre du conseil d'administration de l'association internationale des joueuses de squash. D'avril 2013 à février 2014, elle est également directrice de tournois de l'association internationale des joueuses de squash.

## Palmarès

### Titres
- Open de Macao : 2008
- Championnats d'Europe junior : 2003